# Соболевская дорога
Со́болевская доро́га — дорога в посёлке Александровская и городе Пушкине (Пушкинский район Санкт-Петербурга). Проходит от Волхонского шоссе за Красносельское шоссе до Фермы-2.

## История
Название Соболевская дорога появилось в XIX веке. Оно связано с тем, что вела из Александровки (Александровская) в деревню Соболево (располагалась на перекрестке Красносельского шоссе и Соболевской дороги; также именовалась в форме женского рода — Соболева).

## Застройка
Основная застройка в настоящее время существует на территории посёлка Александровская (между Волхонским шоссе и Старо-Красносельской дорогой). Там вдоль Соболевской дороги стоят индивидуальные дома. На Соболевской дороге, 75, среди полей стоит сельскохозяйственное предприятие. Упирается Соболевская дорога в конюшню фонда «Дар» (Красносельское шоссе, 80). Рядом с ней находится одноэтажный многоквартирный жилой дом (Красносельское шоссе, 80б), построенный в 1954 году; его планируется снести.
На участке между Институтской и Пушкинской улицами Соболевская дорога по безымянному мосту пересекает безымянный ручей.

## Перекрёстки
- Волхонское шоссе / Кузьминское шоссе
- Парковая улица
- Институтская улица
- Пушкинская улица
- Беличья улица
- Полевая улица / Таицкая улица
- Совиная улица
- Аграрная улица
- Баболовская улица
- Земледельческая улица
- Старо-Красносельская дорога
- Красносельское шоссе